# Гейнсвил
Гейнсвил (на английски: Gainesville) е град във Флорида, Съединени американски щати, административен център на окръг Алачуа. Там е разположен Университетът на Флорида, трети по големина в Съединените щати след Охайския щатски университет и Аризонския щатски университет. Населението на града е 124 354 души (по приблизителна оценка от 2017 г.).

## Известни личности
Родени в Гейнсвил
- Чарлз Брадли (1948 – 2017), музикант
- Филип Дибвиг (р. 1955), икономист
- Лана (р. 1985), кечистка
- Родни Мълън (р. 1966), скейтбордист
- Ей Джей Стайлс (р. 1977), кечист
- Уил Хънт (р. 1971), музикант
- Дезмънд Чайлд (р. 1953), музикален продуцент

Починали в Гейнсвил
- Чарлз У. Морис (1903 – 1979), философ
- Джак Холдеман (1941 – 2002), писател